# 오가타 고이치 (1968년 9월)
오가타 고이치(일본어: 緒方耕一, 1968년~)는 일본의 전 프로 야구 선수(요미우리 자이언츠)이다.